# نغت أخضر
النغت الأخضر نوع نباتي شجري يتبع جنس النغت من الفصيلة القضبانية (باللاتينية: Betulaceae) في رتبة البلوطيات من ثنائيات الفلقة من النباتات المزهرة.

## البيئة والانتشار
توجد منه أربعة أو ستة ضروب (حسب تصنيف العلماء المختلفين) تنتشر في مناطق مختلفة من أوروبا وآسيا وأمريكا الشمالية:
- الأخضر الشجيري (باللاتينية: Alnus viridis subsp. fruticosa)، شمال شرق آسيا وأمريكا الشمالية وشمال روسيا.[3]
- الأخضر الأخضر (باللاتينية: Alnus viridis subsp. fruticosa) موطنه معظم مناطق أوروبا باستثناء جنوب شرقها وجنوب غربها.[4]
- الأخضر الماكسيموفيتشي (باللاتينية: Alnus viridis subsp. maximowiczii)، في اليابان
- الأخضر الهش (باللاتينية: Alnus viridis subsp. crispa)، في شمال شرق أمريكا الشمالية
- الأخضر النهدي (باللاتينية: Alnus viridis subsp. sinuata)، في غرب أمريكا الشمالية وأقصى شمال شرق سيبيريا
- الأخضر الحلو (باللاتينية: Alnus viridis subsp. suaveolens) موطنه جزيرة كورسيكا.[5]

## الوصف النباتي لهذا الجنس
النبات شجري. البراعم حرشفية ذات عنق في غالب الأحيان، الأوراق بسيطة ذات عنق متساقطة متبادلة منشارية أو مسننة ونادرا كاملة الإزهار وحيدة الجنس بشكل نورات زهرية أحادية المسكن وتظهر الأزهار قبل الأوراق. الثمار متعددة الوجوه منضغطة لها جناح، مجتمعة بشكل مخروط بيضوي الشكل قصير وله حراشف خشبية سميكة ودائمة تحمل كل حرشفة في قاعدتها من الداخل ثمرتين، تنضج الثمار خلال سنة واحدة.